# Georges-Arthur Jacquin
 (décembre 2020).
 (mai 2023).
Si vous disposez d'ouvrages ou d'articles de référence ou si vous connaissez des sites web de qualité traitant du thème abordé ici, merci de compléter l'article en donnant les références utiles à sa vérifiabilité et en les liant à la section « Notes et références ».
Georges-Arthur Jacquin, né le 20 janvier 1851 à Fère-Champenoise (Marne) et mort le 29 avril 1932 à Paris 6e, est un artiste décorateur français (émailleur, céramiste et créateur de bijoux). Il pratique aussi la gravure sur bois et la gravure à l'eau-forte) et est également critique d'art vers 1896. 

## Biographie
Élève des peintres Foulongne, Gérôme et Harpignies, Jacquin fait des recherches sur le processus d'impression en couleurs à l'eau. L'aquarelle, plus que la peinture, paraît l'attirer. Il réside alors dans le 7e arrondissement rue du Général Bertrand. Il touche quelque peu à la sculpture.
Dans les années 1880, il réalise des estampes du Morbihan. Le 6 février 1888, il épouse à Chalons-sur-Marne Camille Marthe Germaine Redouin.

## Expositions
Expose des aquarelles : à Châlons, en 1896 : À travers champs, Le fond du lac de Genève, le Bastion d'Aumale et la Caisse d’Épargne à Châlons, Le Gourzi (EauxBonnes), Le soir dans l’Estérel.
Son tableau À travers champs est exposé au salon de 1889
Au salon de 1890, il exposa Automne, paysage dans une fort bonne note.

## Collections
Une importante collection de ses gravures se trouve dans le « cabinet d'estampes » de Jacques Doucet (collection intégrée actuellement à la bibliothèque de l’INHA).